# Хиртак
Хиртак (грч. Ύρτακος) је у грчкој митологији био супруг Пријамове прве жене Аризбе.

## Етимологија
Ово име не потиче из грчког језика.

## Митологија
Аризба се удала са Хиртака након брака са Пријамом, те са њим имала два сина, који су по оцу називани Хиртакидима; Асија и Ниса. Помињали су га Аполодор и Вергилије у „Енејиди“. Вергилије је у свом делу поменуо још једну личност са овим именом.